# 8-as villamos (Szczecin)
A szczecini 8-as jelzésű villamos a Gumieńce – Plac Kościuszki – Turkusowa útvonalon közlekedik. A 13,0 km hosszú vonalon 1912-ben indult meg a közlekedés. A vonalat a Tramwaje Szczecińskie közlekedteti a Zarząd Dróg i Transportu Miejskiego megrendelésére.

## Útvonala
| Turkusowa felé | Gumieńce felé |
| --- | --- |
| Gumieńce - Kwiatowa – Ku Słońcu – Sikorskiego – Krzywoustego – Plac Zwycięstwa – Wyszyńskiego – Energetyków – Gdańska – Eskadrowa – Hangarowa – Jaśminowa - Turkusowa | Turkusowa - Jaśminowa - Hangarowa - Eskadrowa - Gdańska - Energetyków - Wyszyńskiego - Plac Zwycięstwa - Krzywoustego - Sikorskiego - Ku Słońcu - Okulickiego - Kwiatowa - Gumieńce |

## Megállóhelyek és átszállási lehetőségek
| 8 (Gumieńce – Turkusowa) |                            |                        |
| Megállóhely              | Település                  | Átszállási kapcsolatok |
| Gumieńce                 | Gumieńce                   | Villamos               |
| Kręta1                   | Gumieńce                   | Villamos               |
| Kwiatowa                 | Gumieńce                   | Villamos               |
| Ku Słońcu                | Świerczewo                 | Villamos               |
| Szkoła Salezjańska       | Świerczewo                 | Villamos               |
| Karola Miarki            | Świerczewo                 | Villamos               |
| Cmentarz Centralny       | Świerczewo                 | Villamos               |
| Osiedle Akademickie      | Turzyn                     | Villamos               |
| Sikorskiego              | Turzyn                     | Villamos               |
| Plac Kościuszki          | Turzyn, Śródmieście-Zachód | ,                      |
| Brama Portowa            | Stare Miasto               | ,                      |
| Wyszyńskiego             | Stare Miasto               | ,                      |
| Energetyków              | Międzyodrze-Wyspa Pucka    | ,                      |
| Port Centralny nż        | Międzyodrze-Wyspa Pucka    | ,                      |
| Parnica nż               | Międzyodrze-Wyspa Pucka    | ,                      |
| Merkatora nż             | Międzyodrze-Wyspa Pucka    | ,                      |
| Basen Górniczy           | Międzyodrze-Wyspa Pucka    | ,                      |
| Hangarowa nż             | Dąbie                      | ,                      |
| Jaśminowa ZUS            | Zdroje                     | ,                      |
| Turkusowa                | Zdroje                     | ,                      |

1 - Gumieńce felé

## Járművek
A viszonylaton alacsony padlós PESA 120Na, valamint magas padlós Tatra KT4DtM villamosok közlekednek.
| Kép | Típus        | Gyártó | Gyártásban  |
| --- | ------------ | ------ | ----------- |
|     | Tatra KT4DtM | ČKD    | 1974 – 1997 |
|     | Pesa Swing   | Pesa   | 2010 – 2012 |